# Kalamaja temető
A Kalamja temető (észtül: Kalamaja kalmistu) Tallinnban, Észtország fővárosában, Põhja-Tallinn kerület Kalamaja városrészében található. Ez lenne a legrégebbi temető a városban, ha a szovjetek megszállása alatt 1964-ben nem számolták volna fel. A temető az azonos nevű külvárosról kapta nevét. Legkevesebb 400 éven keresztül temetkeztek ide a főváros észt és svéd nemzetiségű lakói a 15. vagy 16. századtól kezdve, egészen 1964-ig. A temető korábbi helyén ma a Kalamaja kalmistupark közpark található.

## Története
A temető felavatásának pontos dátumáról nem találtak hiteles adatokat, de feltételezik, hogy a 15–16. század környékén alapították. A temető elsődlegesen a helyi észt és svéd nemzetiségek végső nyughelyeként működött.

## A szovjet megszállás idején
Nem sokkal a második világháború befejezése után a balti államok második szovjet megszállása idején a Kalamaja külvárost a Vörös Hadsereg kisajátította annak stratégiailag kiemelt szerepe miatt. (Itt volt a Vörös Hadsereg bázisa a Finn-öböl mellett.)
1964-ben a szovjet hatóságok teljesen felszámolták a temetőt.A sírköveket elhordták és útépítésekhez, valamint a kikötő falainak építéséhez használták fel. A temető megszüntetését követően semmi nyoma nem maradt az egykori temetkezési helynek.
A szovjet hatóságok mindent megtettek annak érdekében, hogy eltüntessék a múlt nyomait a városban. Ennek esett áldozatul a Kalamaja temető, valamint két további 18. századi temető is. Az ortodox temetőt az oroszok békén hagyták.

## Napjainkban
Az egykori temető helyén ma közpark található. A parkban egy kisebb emlékplakettet helyeztek el az egykori temető emlékére, valamint parkban egy kis kápolnát is restauráltak. A temetőről fellelhető adatok egyedül a halotti anyakönyvekben találhatóak meg.

## Galéria

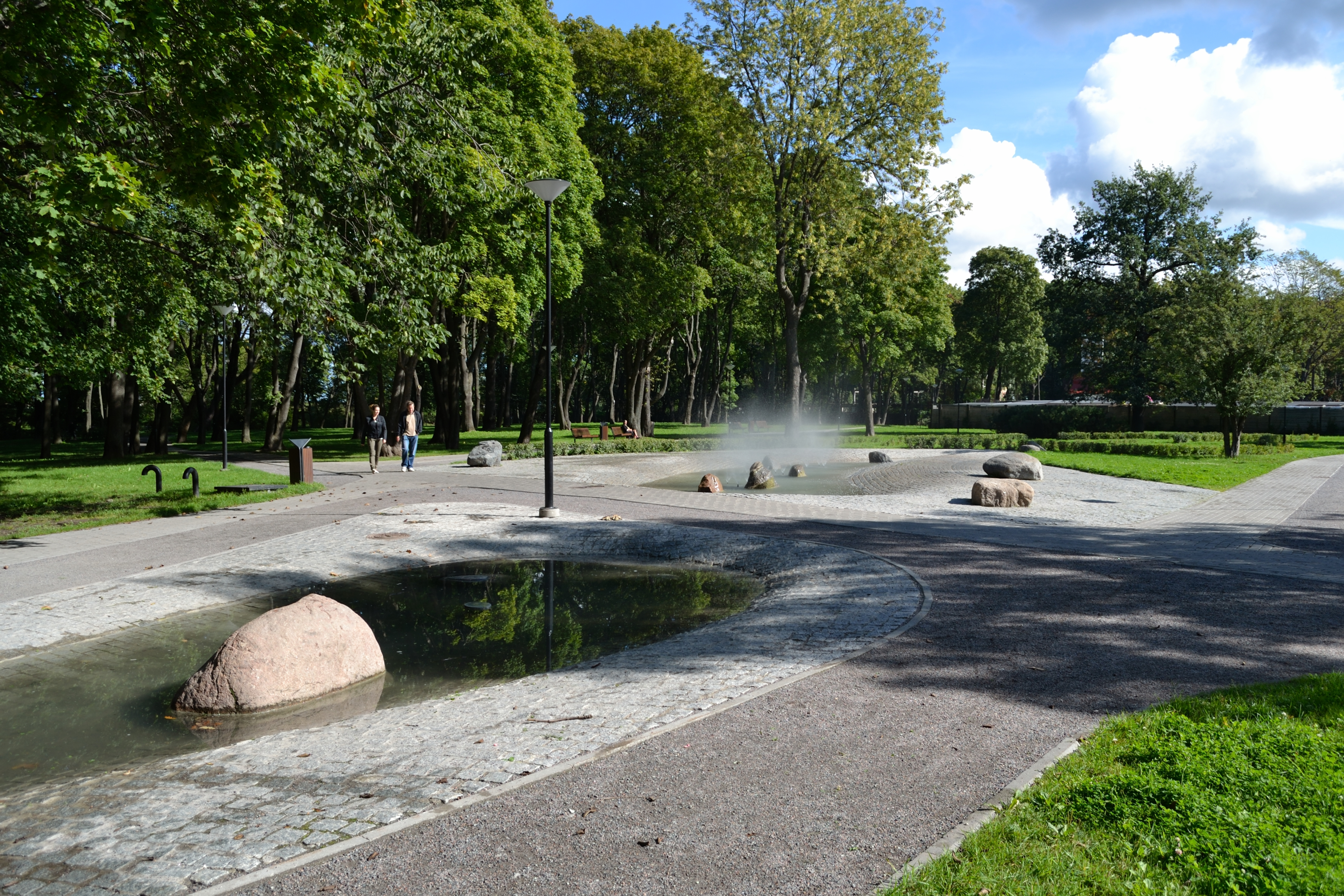
Szökőkút az újonnan felújított közparkban
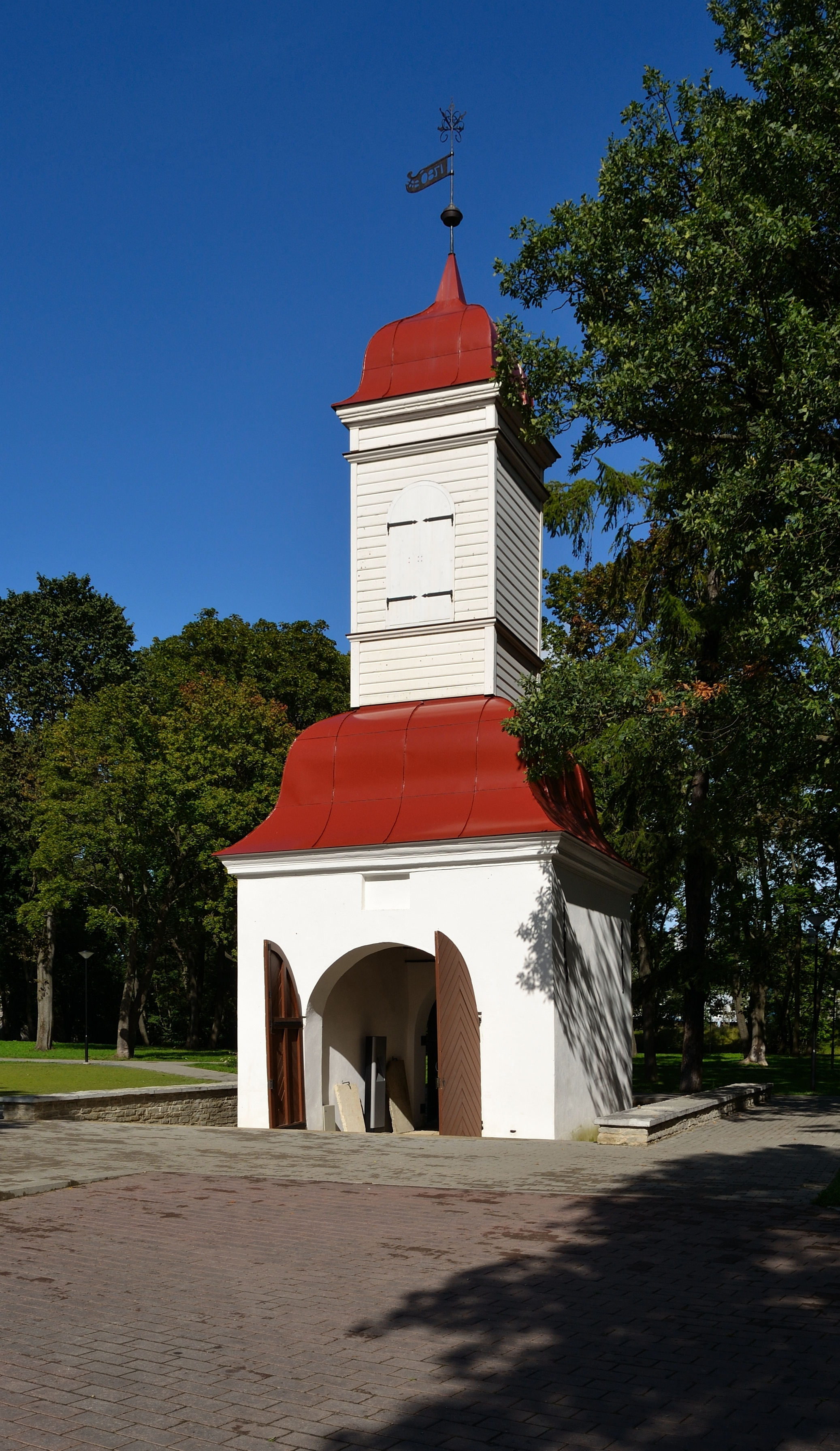
1780-ből fennmaradt harangtorony.
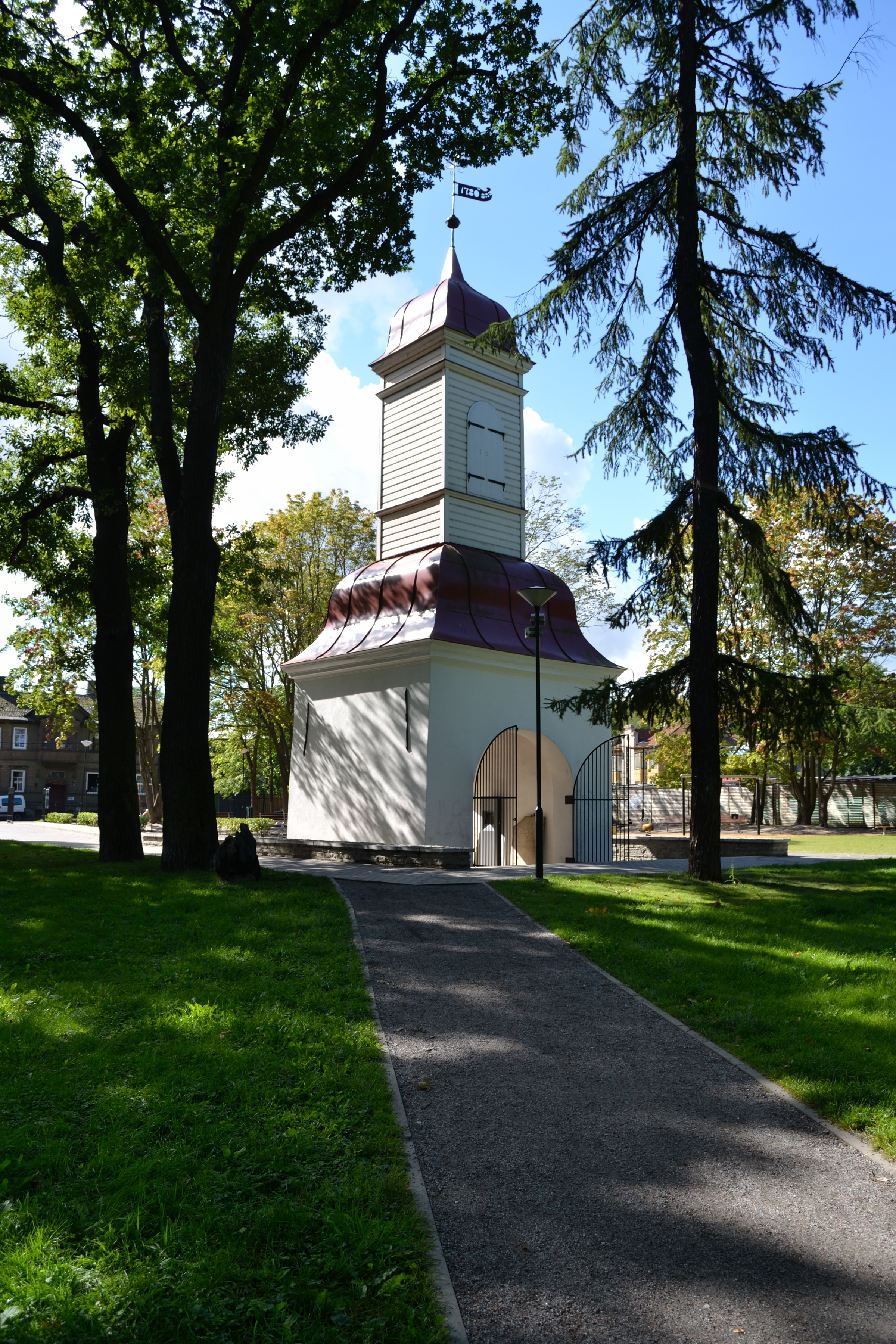
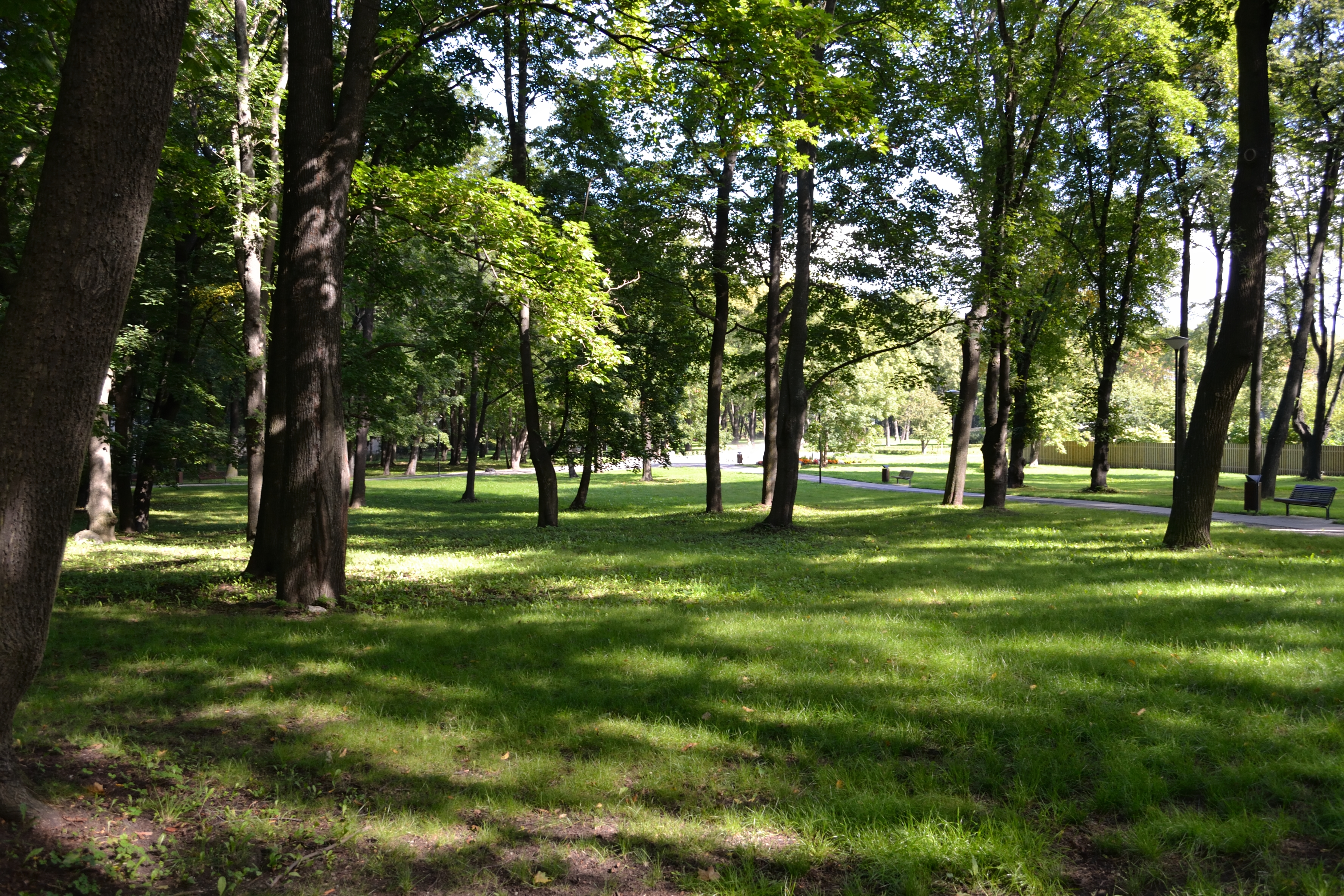

## Fordítás
- Ez a szócikk részben vagy egészben  a   Kalamaja cemetery című angol Wikipédia-szócikk ezen változatának fordításán alapul.  Az eredeti cikk szerkesztőit annak laptörténete sorolja fel. Ez a jelzés csupán a megfogalmazás eredetét és a szerzői jogokat jelzi, nem szolgál a cikkben szereplő információk forrásmegjelöléseként.